# Frohna
La ville de Frohna (en anglais [ˈfroʊnə]) est située dans le comté de Perry, dans l'État du Missouri, aux États-Unis. Selon le recensement de 2010, Frohna compte 254 habitants.

## Géographie
La municipalité s'étend sur 0,9 mille carré (2,33 km2).